# Теорема Пазинетти
Теорема Пазинетти (парадокс Пазинетти) — утверждение, сделанное в 1962 году итальянским экономистом Луиджи Пазинетти: «экономический рост зависит исключительно от уровня сбережений, которые делают капиталисты, и совершенно не зависит от того, склонны ли делать сбережения представители рабочего класса».

## История
Итальянский экономист Луиджи Пазинетти своей статье «Норма прибыли и распределение дохода с точки зрения экономического роста» 1962 года представил модель, в соответствии с которой экономический рост в модели Калдора зависит исключительно от уровня сбережений, которые делают капиталисты, и совершенно не зависит от того, склонны ли делать сбережения рабочие. Эта теорема «самоподъема», когда капиталисты способны повысить прибыльность собственных капиталов простым увеличением сбережений (накоплений), вызвала активную дискуссию, которая привела к выводу о том, что все зависит от ряда других обстоятельств, влияние которых определить невозможно.

## Допущения
Пазинетти, расширяя модель Калдора, вводит ряд ограничений:
- запасы резервных мощностей не ограничены;
- нет безработных (полная занятость);
- существует два социальных класса: рабочие и капиталисты;
- доход рабочих состоит из зарплаты и прибыли, полученной в виде процента по ссудам, выданным капиталистам;
- капиталисты получают только прибыль.

## Модель
Сбережения рабочих и капиталистов определяются следующими уравнениями:
{\displaystyle S_{w}=s_{ww}W+s_{pw}P_{w}},
{\displaystyle S_{c}=s_{c}P_{c}},
{\displaystyle 0<s_{ww}\leqslant s_{pw}<s_{c}<1},
где {\displaystyle W} — зарплата рабочих, {\displaystyle P_{w}} — прибыль рабочих, {\displaystyle S_{w}} — сбережения рабочих, {\displaystyle S_{c}} — сбережения капиталистов, {\displaystyle P_{c}} — прибыль капиталистов.
Капиталы рабочих и капиталисты возрастают с одинаковым темпом роста {\displaystyle g}:
{\displaystyle s_{ww}W+s_{pw}P_{w}=gK_{w}},
{\displaystyle s_{c}P_{c}=gK_{c}},
{\displaystyle K_{w}+K_{c}=K},
где {\displaystyle K_{w}} — капитал рабочих, ссуженный капиталистам, {\displaystyle K_{c}} — собственный капитал капиталистов.
Так как ставка процента и норма прибыли совпадает, то {\displaystyle P_{c}=rK_{c}} и {\displaystyle P_{w}=rK_{w}}, {\displaystyle K_{c}>0}. Отсюда норма прибыли равна:
{\displaystyle r=g/s_{c}}.
Это кембриджское уравнение показывает, что процентная ставка, равная норме прибыли, полностью независима от любого предположения о привычках рабочих к сбережению.